# زیست‌شیمی تجزیه‌ای
زیست‌شیمی تجزیه‌ای یک مجله علمی است که در سال ۱۹۶۰ متشر شده‌است. این مجله رشته زیست‌شیمی را در بر می‌گیرد. مطابق گزارش استنادی مجلات، این ژورنال در سال ۲۰۱۴ دارای عامل تأثیرگذاری ۲٫۲۱۹ بوده‌است.

## چکیده و فهرست بندی
این مجله شامل نمایه‌های چکیده‌های شیمی تجزیه، چکیده‌های زیست‌شناختی، خدمات چکیده‌های شیمی، مطالب جاری / علوم زندگی، EMBASE , EMBiology، مدلاین، فهرست استناد علوم و اسکوپوس می‌باشد.